# ALLIANCE
ALLIANCE（アライアンス）は、高阪剛が設立した総合格闘技道場。東京都と成田市に所在する。

## 概要
高阪剛がシアトルで練習を共にしたモーリス・スミスと打ち出した様々な分野の格闘家同士でALLIANCE（同盟）を組んで技術を分かち合い、頂点を目指そうと言う考えのもとに2005年に設立。

## 所属選手
- 堀江圭功
- 鈴木槙吾
- 神部建斗
- 伊藤博之
- 内田雄大
- 宮川博孝
- 伊藤有起
- 悠太
- 藤井伸樹
- 飯嶋重樹
- 曾我英将